# Eresus
Eresus is een geslacht van spinnen uit de familie van de fluweelspinnen (Eresidae). In Nederland en België komen de herfstvuurspin en de lentevuurspin voor.

## Beschrijving
Lente- en herfstvuurspinnen zijn opvallende spinnen met een rood achterlijf dat vier zwarte stippen draagt. Dit geldt alleen voor de mannetjes, de vrouwtjes zijn zwart en worden vrijwel nooit gezien omdat ze onder de grond leven. Het web bestaat uit een buis van spinsel in de grond, waarin de spin permanent leeft. Het mannetje verlaat zijn ondergrondse buis slechts om een vrouwtje te zoeken. De paring vindt plaats in de buis van het vrouwtje, waar ook de eieren gelegd worden en de jongen uitkomen. Deze worden tijdelijk gevoerd door het vrouwtje, maar als dit sterft wordt ze leeggezogen door de jongen. Een tijdje later verlaten de jongen de buis en graven ze elders hun eigen woonkoker. Anders dan de meeste andere spinnen van Nederland en België kan de lentevuurspin enkele jaren oud worden.

## Revisie van het geslacht in 2008
Door de relatief verborgen levenswijze in holen worden spinnen uit dit geslacht vaak niet opgemerkt. Sporadisch werden waarnemingen gedaan of exemplaren verzameld. De seksuele dimorfie, waarbij de vrouwtjes sterk van de mannetjes verschillen, was er aanleiding voor dat mannetjes en vrouwtjes van één soort diverse keren als verschillende soorten werden beschreven en benoemd. In 2008 publiceerden Milan Rezác, Stano Pekár & Jes Johannesen een revisie van de Centraal-Europese soorten van dit geslacht. Daarin noemden ze, naast deze problemen, ook het feit dat veel auteurs die nieuwe soortnamen publiceerden, dat deden zonder zich op de hoogte te hebben gesteld van de bestaande literatuur over het geslacht, of in elk geval zonder daarnaar te verwijzen, en daarnaast vaak zonder bruikbaar type-materiaal aan te wijzen. Van de ongeveer veertig soortnamen die in de loop der tijd in het geslacht Eresus waren gepubliceerd, moest volgens de auteurs van de revisie een substantieel deel worden beschouwd als synoniem, en een ander deel als nomina dubia. Een reeks van namen moest daarom volgens hen uit dit geslacht worden geschrapt. De opvallendste was Eresus cinnaberinus, een naam die al ruim 200 jaar in gebruik was voor de soort die de Nederlandstalige naam herfstvuurspin draagt. Een overzicht:
- Eresus annulatus Hahn, 1821 = Eresus sandaliatus
- Aranea cinnaberina Olivier, 1789, nomen dubium
- Chersis dubius Walckenaer, 1837, nomen dubium
- Eresus fulvus Rossi, 1846 = Eresus kollari
- Eresus guerinii Lucas, 1846 = Eresus kollari
- Eresus illustris C.L. Koch, 1837, nomen dubium
- Aranea moniligera Villers, 1789
- Chersis niger Canestrini & Pavesi, 1868 = Eresus kollari
- Aranea nigra Petagna, 1787 non Fabricius, 1775, nomen dubium, nomen illegitimum
  - = Eresus ater Walckenaer, 1805, nomen novum, nomen dubium
- Aranea purpurata Panzer, 1804 = Eresus sandaliatus
- Aranea quatuorguttata Rossi, 1790, nomen dubium
- Eresus tristis Kroneberg, 1875 = Eresus kollari

## Soorten
- Eresus albopictus Simon, 1873
- Eresus bifasciatus Ermolajev, 1937
- Eresus crassitibialis Wunderlich, 1987
- Eresus granosus Simon, 1895
- Eresus hermani Kovács, Prazsák, Eichardt, Vári & Gyurkovics, 2015
- Eresus kollari Rossi, 1846 – Herfstvuurspin
- Eresus lavrosiae Mcheidze, 1997
- Eresus moravicus Rezác, 2008
- Eresus pharaonis Walckenaer, 1837
- Eresus robustus Franganillo, 1918
- Eresus rotundiceps Simon, 1873
- Eresus ruficapillus C.L. Koch, 1846
- Eresus sandaliatus (Martini & Goeze, 1778) – Lentevuurspin
- Eresus sedilloti Simon, 1881
- Eresus solitarius Simon, 1873
- Eresus walckenaeri Brullé, 1832